# Hermann Bondi
Pour les articles homonymes, voir Bondi.
Hermann Bondi (né le 1er novembre 1919 à Vienne et mort le 10 septembre 2005 à Cambridge) est un mathématicien et un cosmologiste austro-britannique. Il est connu pour avoir développé avec Fred Hoyle et Thomas Gold la théorie de l'univers stationnaire, une alternative, aujourd'hui abandonnée, à la théorie du Big Bang. Il a aussi contribué de façon importante à la relativité générale et l'étude des disques d'accrétion.
Il fut interné sur l'île de Man et au Canada pendant les premières années de la Seconde Guerre mondiale en tant que citoyen d'un pays ennemi.
Son rapport sur l'inondation causée par la mer du Nord en 1953 a fait date.

## Distinctions
- Chevalier commandeur de l'ordre du Bain (1973)
- Médaille Albert-Einstein (1983)
- Médaille d'or de la Royal Astronomical Society (2001)

## Fonctions
- Directeur général du Conseil européen de recherches spatiales (1967–1971)
- Président de « Society for Research into Higher Education »
- Directeur de « Natural Environment Research Council » (NERC) (1980–1984)